# Harold Land
Harold de Vance Land (Houston, 18 december 1928 - Los Angeles, 27 juli 2001) was een Amerikaanse jazztenorsaxofonist.

## Carrière
Land groeide op in San Diego en begon in het r&b-circuit. Zijn eerste opnamen als leider maakte hij in 1949 voor Savoy Records. Een hoogtepunt in zijn carrière in 1954/1955 was zijn lidmaatschap bij het kwintet van Max Roach en Clifford Brown, waarvoor hij ook eigen composities inbracht. In 1955 verliet hij de band en zijn vervanger werd Sonny Rollins, voordat het kwintet in 1956 wegens het overlijden van Brown werd ontbonden. Hij verhuisde weer naar Los Angeles, waar zijn familie sinds 1954 woonde en zijn grootmoeder op het punt stond te overlijden. Van 1956 tot 1958 speelde hij in de band van Curtis Counce. Zijn in 1958 uitgebrachte album The Fox geniet onder hardbop-kenners een cultstatus. Aanvankelijk thuis in de hardbob, speelde hij tijdens de jaren 1960 onder de invloed van John Coltrane. In Los Angeles werkte hij als studiomuzikant, speelde vanaf 1955 in de band van Gerald Wilson, in 1961 bij de Jazz Giants van Shorty Rogers, leidde eigen bands en was co-leader in bands met Red Mitchell (1961/62), Bobby Hutcherson (1969 tot 1971) en Blue Mitchell (1975 tot 1978). Tijdens de jaren 1980 speelde hij bij de Timeless All Stars met Billy Higgins.
Vanaf 1996 was hij professor bij het Jazz-Studies Programm van de Universiteit van Californië - Los Angeles.
Naast saxofoon speelde hij ook fluit en hobo. Zijn zoon Harold Land jr. (geb. 1950) is jazzpianist, die ook in verschillende bands van zijn vader meespeelde.

## Overlijden
Harold Land overleed in juli 2001 op 72-jarige leeftijd.

## Discografie
- 1958: The Harold Land Quintet, 1958
- 1958: Harold Land in the Land of Jazz, Contemporary Records/OJC (later verschenen als Grooveyard, naar het stuk van Carl Perkins op het album, met Rolf Ericson, Leroy Vinnegar, Frank Butler, Carl Perkins)
- 1959: The Fox met Elmo Hope (piano), Dupree Bolton (trompet), Herbie Lewis (bas) en Frank Butler (drums) (HiFi Jazz; Producer: David Axelrod).
- 1960: West Coast Blues, Jazzland/OJC 1960 (met Wes Montgomery)
- 1971, 2017: A New Shade of Blue (Mainstream 1971, heruitgave 2017), met Bobby Hutcherson, Bill Henderson, Buster Williams, Billy Hart, Mtume

- Bibsys: 2129173
- Biblioteca Nacional de España: XX1344764
- Bibliothèque nationale de France: cb13896310d (data)
- Gemeinsame Normdatei: 13443885X
- International Standard Name Identifier: 0000 0000 7145 0800
- Library of Congress Control Number: n81149293
- MusicBrainz: 8f5c28d7-9fb4-4e0c-a361-53a3a257beab
- Nationale bibliotheek van Australië: 35808367
- Nationale Bibliotheek van Israël: 987007349393205171
- Nederlandse Thesaurus van Auteursnamen: 070770107
- Réseau des bibliothèques de Suisse occidentale: 02-A003492676
- Istituto Centrale per il Catalogo Unico: LO1V268257
- SNAC: w6x95rt2
- Système universitaire de documentation: 082304696
- Virtual International Authority File: 100314148
- WorldCat: E39PBJdrF4td9brmxMMXkTTT73